# St. Michaelis (Großleinungen)

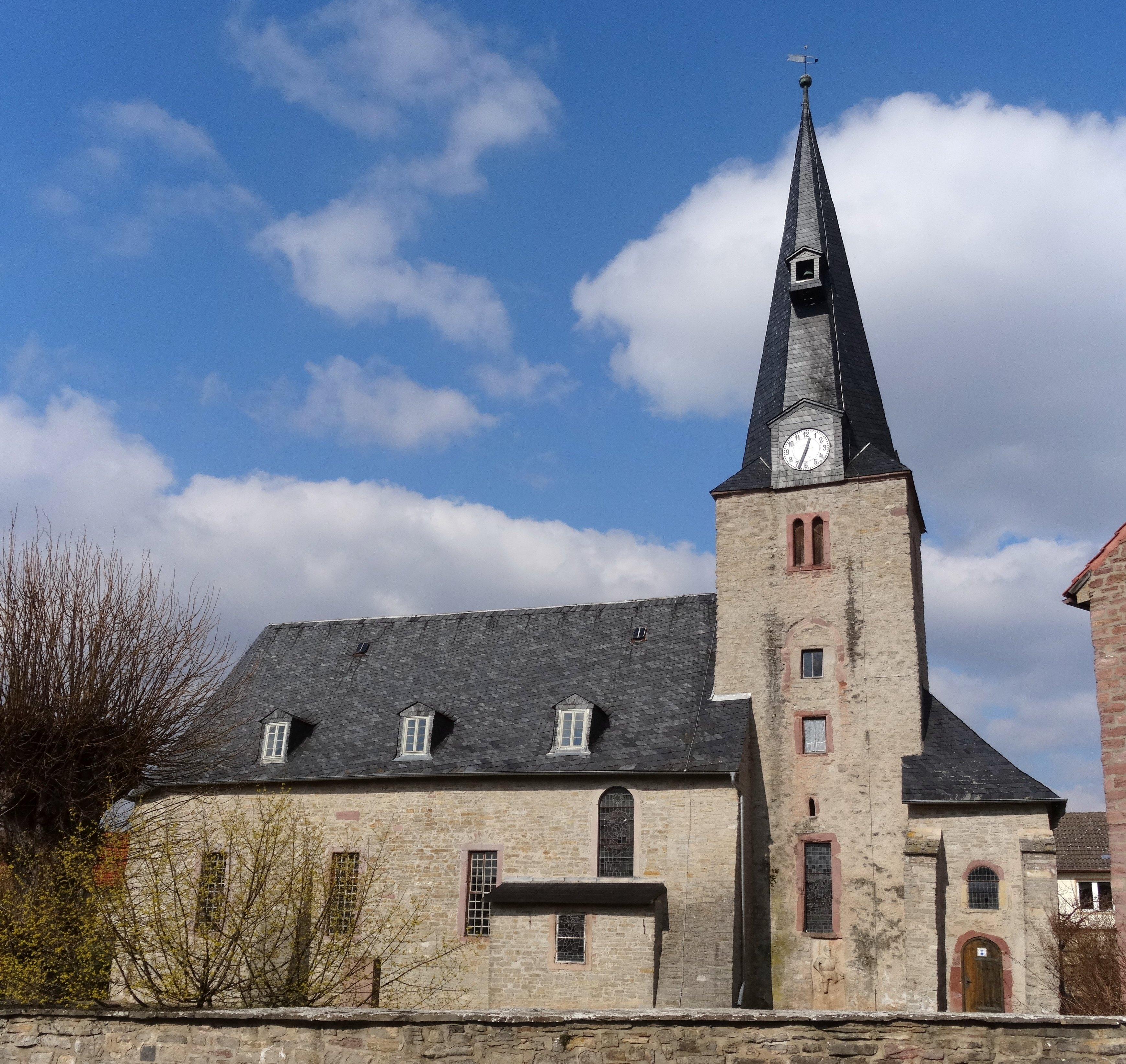
St. Michaelis

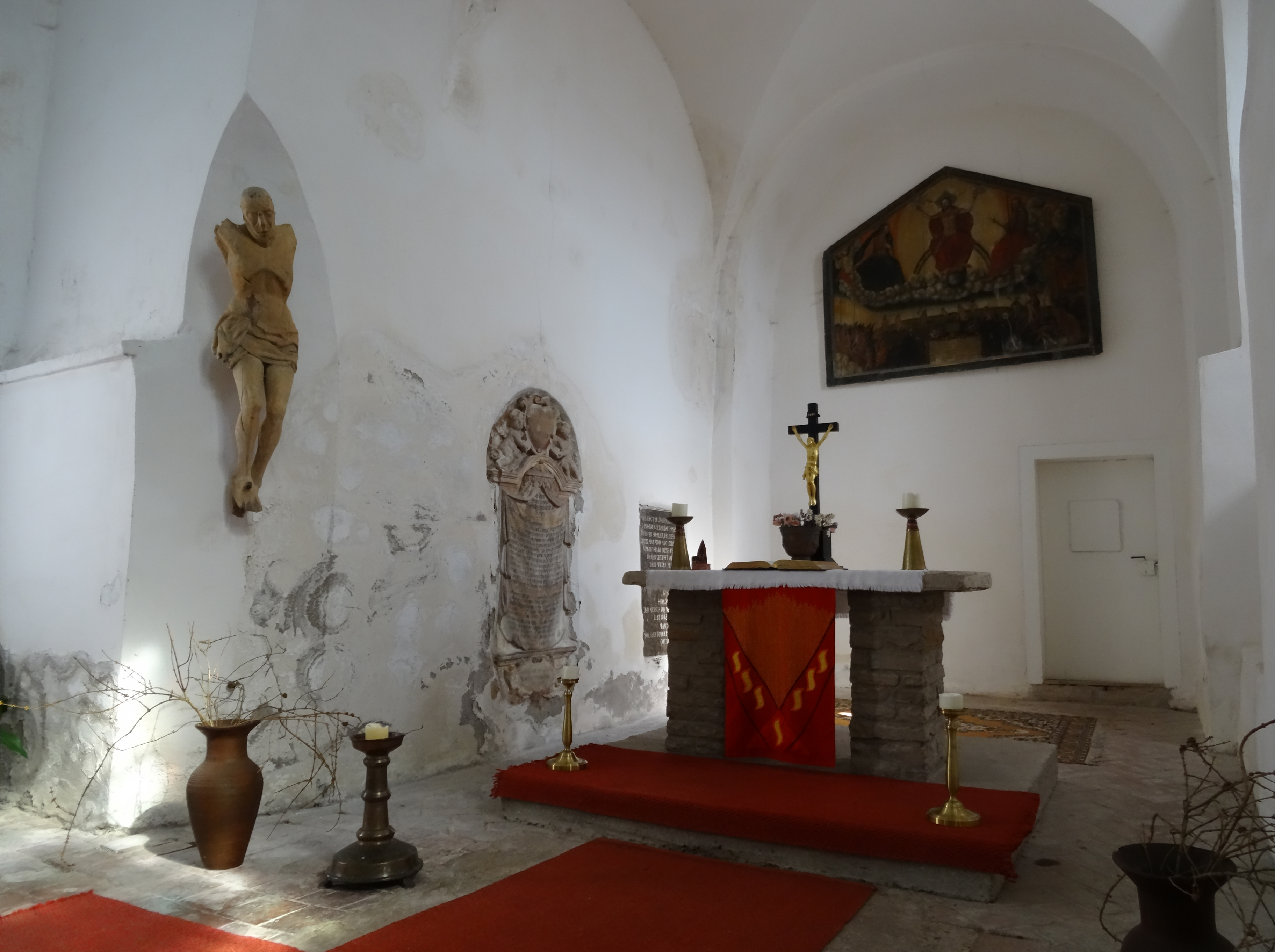
Der gemauerte Tisch als Altar

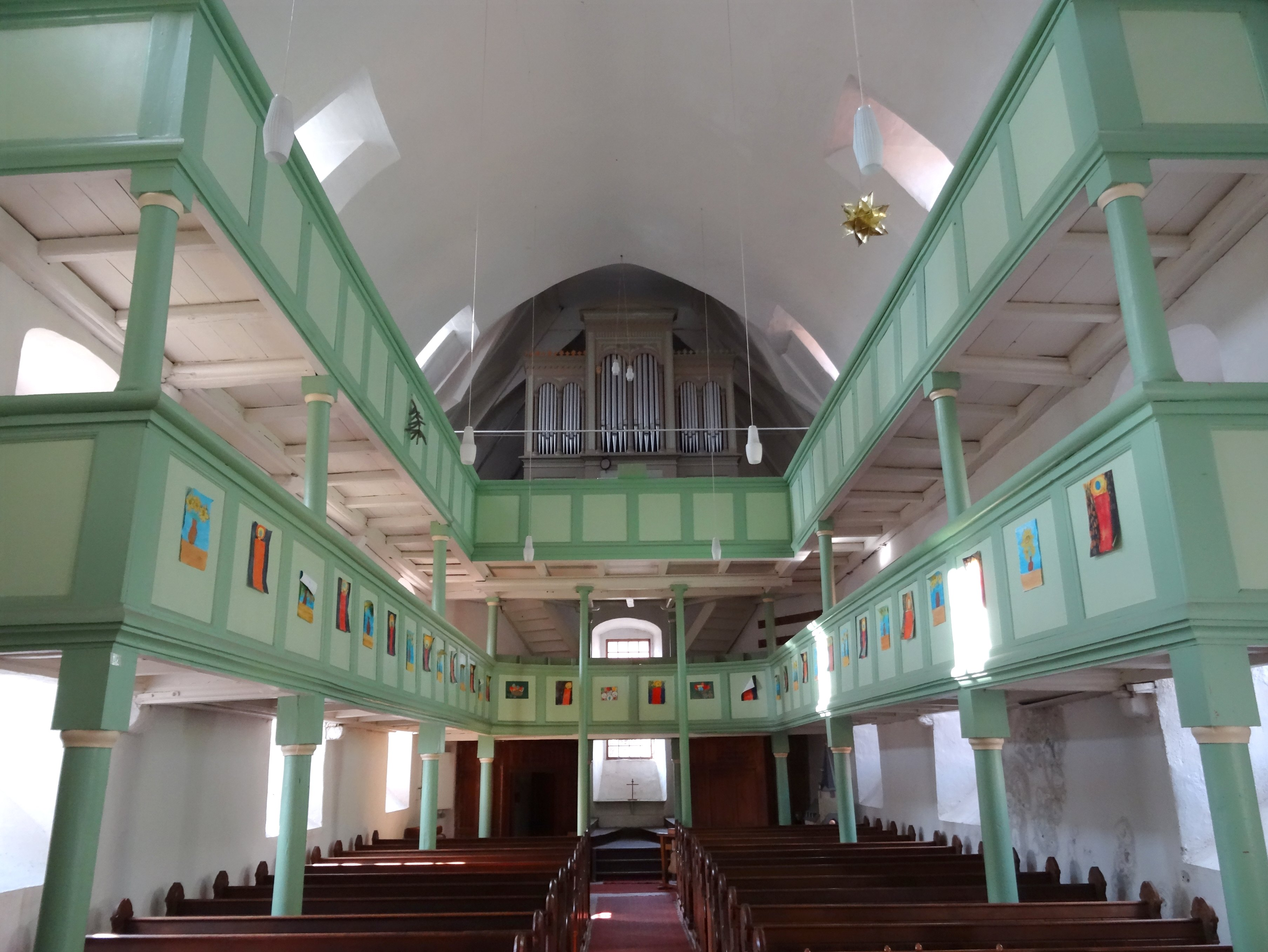
Innenraum St. Michaelis

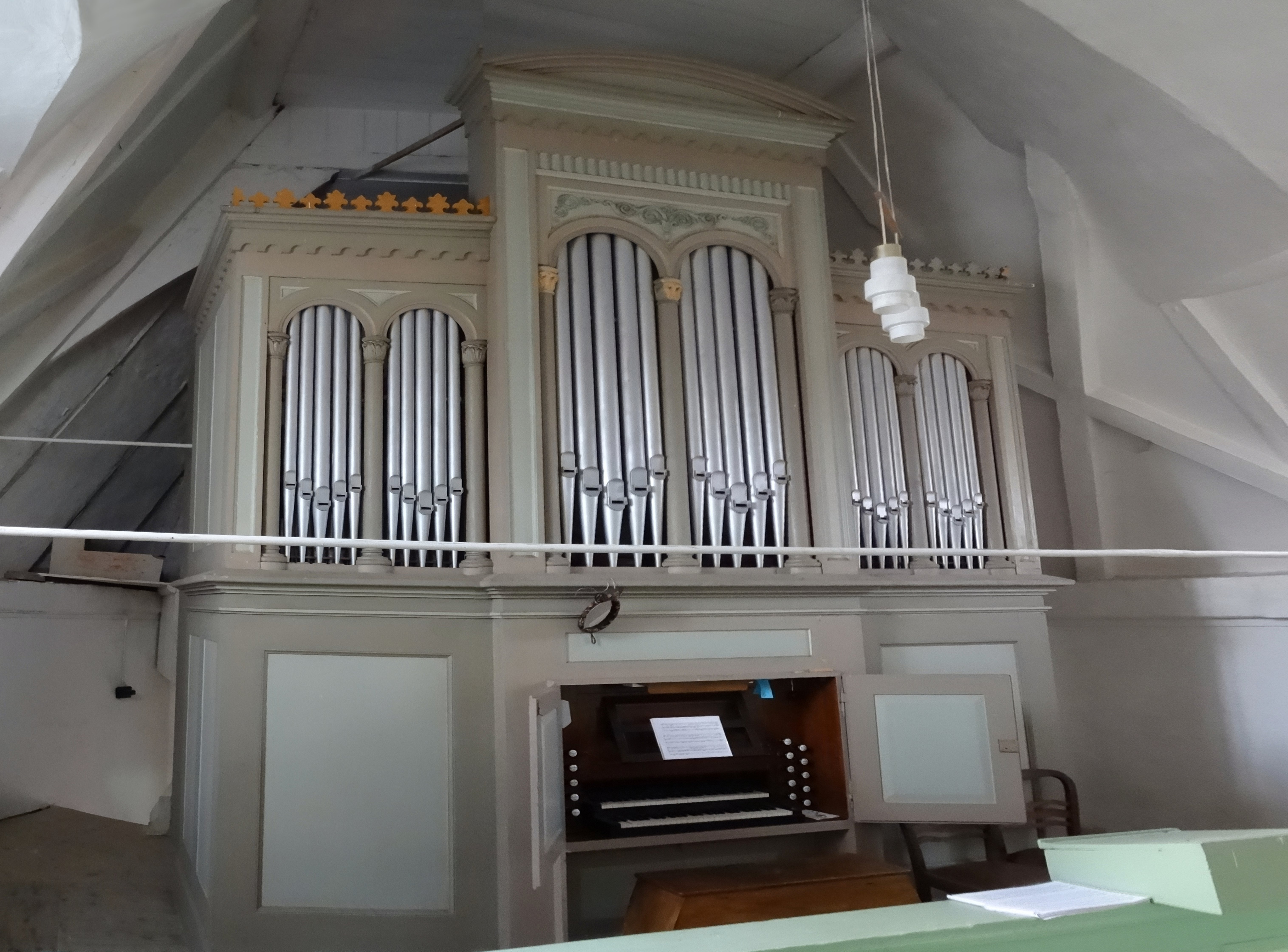
Die Rühlmann-Orgel von 1876

Die evangelische Dorfkirche St. Michaelis steht im Ortsteil Großleinungen der Stadt Sangerhausen im Landkreis Mansfeld-Südharz in Sachsen-Anhalt. Sie gehört zum Pfarrbereich Obersdorf im Kirchenkreis Eisleben-Sömmerda der Evangelischen Kirche in Mitteldeutschland.

## Geschichte
Die Dorfkirche wurde 1427 erstmals urkundlich erwähnt, als man einen Neu- und Umbau abrechnete. Demnach gab es vermutlich schon früher eine Kirche im Ort.
1615 erhielt die Kirche ihre bis heute erhaltene Gestalt. Der Kirchturm mit Turmzimmer steht östlich am Kirchenschiff. Reste eines alten Gewölbes im Gemäuer unter dem Turm und Aufgang sind Zeugen eines nicht genau datierten Vorgängerbaus, den die Gruft bestätigt.
1726 baute man nach vorherigen Bauarbeiten den Kanzelaltar ein, der 1974 wieder abgebaut wurde. Heute dient ein gemauerter Tisch mit Steinplatte als Altar, über dem ein Tafelbild aus dem Jahre 1553 aus der Schule von Lucas Cranach dem Jüngeren angebracht ist. Auf ihm ist das Jüngste Gericht mit den betenden Stiftern dargestellt. Neben dem Bild befindet sich eine Christusplastik.
Das Gotteshaus ist gut erhalten.
1876 baute die Firma Wilhelm Rühlmann aus Zörbig die zweimanualige Orgel mit 16 Registern ein.